# Care amiche mie
Care amiche mie è un film del 1981 diretto da Alessandro Metz.